# Liste des députés du Var
Cet article dresse la liste des députés du Var.

## États générauxetAssemblée constituante(1789-1791)

### Sénéchaussée de Draguignan
Sénéchaussées principales réduites à Draguignan : Draguignan, Grasse, Castellane (huit députés).
- Clergé.
  - 1. Mougins de Roquefort (Antoine-Boniface), seigneur de Roquefort, premier curé de Grasse, député électeur de la sénéchaussée de Grasse.
  - 2. Gardiol (Alexandre), curé de Callian, député électeur de la sénéchaussée de Draguignan.

- Noblesse.
  - 3. Rafélis-Broves (Jean-François, vicomte de), colonel d'infanterie, ancien lieutenant pour le roi d'Aigues Mortes, chevalier de Saint-Louis.
  - 4. Le Clerc de Lassigny de Juigné (Louis-Jean-Baptiste, comte de), député électeur de la sénéchaussée de Draguignan.

- Tiers état
  - 5. Lombard Taradeau (Jacques-Athanase de), seigneur de Taradeau, lieutenant général de la sénéchaussée de Draguignan.
  - 6. Mougins de Roquefort (Jean-Joseph), seigneur de Roquefort, maire, premier consul, avocat en parlement, lieutenant général de police et chef de viguerie, député électeur de la sénéchaussée de Grasse.
  - 7. Verdollin (Jacques), avocat en la Cour, demeurant à Annot.
  - 8. Joseph Barthélémy Sieyès La Baume, avocat en la Cour, à Fréjus, député électeur de la sénéchaussée de Draguignan.

#### Suppléants (3)
- Noblesse
  - 1. Autans (Jean-Charles-François d'), seigneur d'Allons et des Sausses.
  - 2. Villeneuve-Bargemon fils (Joseph, marquis de), seigneur de Saint-Auban.

- Tiers état
  - 3. Lieutaud (Balthazar), avocat en la Cour, maire et premier consul de la ville de Castellane et en cette qualité syndic-né de la viguerie.

### Sénéchaussée de Toulon
Sénéchaussées principales réduites à Toulon : Toulon, Brignoles, Hyères. (8 députés)
- Clergé.
  - 1. Rigouard (Jean-Joseph), curé de la Farlède [Solliès-Farlède], député électeur de la sénéchaussée de Toulon.
  - 2. Montjallard (Jean-Joseph-André), curé de Barjols.

- Noblesse.
  - 3. La Poype-Vertrieux (Louis-Armand, marquis de), chef d'escadre retiré des armées navales, député électeur de la sénéchaussée de Toulon.
  - 4. Vialis (Michel-Joseph de), maréchal de camp, directeur des fortifications du Dauphiné et de la Provence, député électeur de la sénéchaussée de Toulon.

- Tiers état.
  - 5. Meifrund (Pierre-Joseph), bourgeois de Toulon.
  - 6. Feraud (Charles), avocat à Brignoles, député électeur de la sénéchaussée de Brignoles.
  - 7. Jaume (François-Thomas), bourgeois d'Hyères, député électeur de la sénéchaussée d'Hyères.
  - 8. Turc (Antoine), ancien juge royal, refusa la députation et fut remplacé par Ricard (Gabriel-Joseph-Xavier), dit Ricard de Séalt, avocat à Saint-Maximin, député électeur de la sénéchaussée de Brignoles.

#### Suppléants. (4)
- Clergé
  - 1. Dauphin (Joseph-Emmanuel), curé d'Entrecasteaux, député électeur de la sénéchaussée de Brignoles.

- Noblesse.
  - 2. Destouff de Milet de Mureau (Louis-Marie-Antoine), capitaine du génie, député électeur de la sénéchaussée de Toulon.

- Tiers état.
  - 3. Ricard (Gabriel-Joseph-Xavier), dit Ricard de Séalt, avocat à Saint-Maximin, député électeur de la sénéchaussée de Brignoles. Remplace Turc (Antoine), ancien juge royal, qui a refusé sa députation.
  - 4. Granet (Honoré), négociant, bourgeois de Toulon.

## Assemblée nationale législative (1791-1792)
8 députés et 3 suppléants

### Députés
1. François Roubaud, docteur en médecine, administrateur du district de Grasse.
2. Honoré Muraire, président du tribunal du district de Draguignan.
3. Maximin Isnard, négociant à Draguignan.
4. Thomas Philibert, homme de loi, administrateur du département.
5. Jean Roubaud, médecin à Tourves, district de Saint-Maximin, administrateur du département.
6. Antoine Joseph Marie d'Espinassy de Fontanelle, capitaine d'artillerie, administrateur du département.
7. Marc Antoine de Granet, président du département.
8. Jean-François Poitevin, homme de loi à Barjols, administrateur du département.

### Suppléants
1. Reynouard, homme de loi à Brignolle.
2. Delor, juge de paix à Hyères.
3. Saqui des Tourrès, Joseph Marie Maxime de, officier de marine à Toulon.

## Convention nationale
8 députés et 4 suppléants

### Députés
1. Jean-François Escudier, juge de paix à Toulon. Est décrété d'arrestation le 8 prairial an III (27 mai 1795); est ensuite amnistié.
2. Joseph Charbonnier, premier commis aux comptes des vivres de la marine. Est décrété d'arrestation le 8 prairial an III (27 mai 1795); est ensuite amnistié.
3. Jean François Ricord, maire de Grasse, avocat. Est décrété d'arrestation le 8 prairial an III (27 mai 1795); est ensuite amnistié.
4. Maximin Isnard, négociant a Draguignan, ancien député à la Législative. Est exclu après le 31 mai 1793 ; est mis en accusation le 12 vendémiaire an II (3 octobre 1793) : s'évade et rentre à la Convention le 14 frimaire an III (4 décembre 1794).
5. Antoine Joseph Marie d'Espinassy de Fontanelle, capitaine d'artillerie, ancien député à la Législative. Est exclu après le 31 mai 1793 ; est rappelé le 18 frimaire an III (8 décembre 1794).
6. Jean Roubaud, médecin à Tourvès, ancien député à la Législative.
7. Charles-Louis Antiboul, avoué à Saint-Tropez. Est condamné à mort le 9 brumaire an II (30 octobre 1793) ; est remplacé par Cruvès le 23 nivôse an II (12 janvier 1794).
8. Edmond Louis Alexis Dubois-Crancé, opte pour les Ardennes ; est remplacé par Barras.

### Suppléants
1. Paul Barras, haut-juré. Remplace dès le début, Dubois de Crancé qui a opté pour les Ardennes.
2. Gabriel Joseph Xavier Ricard, avocat, ancien Constituant. Considéré comme disparu et pris en mer par un navire espagnol.
3. Antoine Cruvès, électeur de Lorgues. Remplace Antiboul le 23 nivôse an II (12 janvier 1794).
4. Leclerc (Joseph-Michel), électeur d'Hyères. Est ajouté à la liste des suppléants, par suite de l'option de Dubois de Crancé pour les Ardennes. N'a pas siégé.

## Conseil des Cinq-Cents(1795-1799)
- Joseph-François Hernandez
- Isidore Gauthier
- André-Toussaint Marquezy
- Jacques Verrion
- Antoine Truc
- Maximin Isnard
- Louis Alexandre Gastin
- Antoine Joseph Marie d'Espinassy de Fontanelle
- Claude-Emmanuel de Pastoret
- Paul Barras
- Louis Maximin Raybaud

## Corps législatif(1800-1814)
- François Just Marie Raynouard
- Louis-Joseph Charles
- Louis Maximin Raybaud
- Jean-Joseph Siméon
- Jean-Baptiste Senès
- Joseph-Honoré-Léonce Sieyès
- Jacques de Lombard-Taradeau
- Jean-Baptiste Dubouchet

## Chambre des députés des départements (1reRestauration)
- François Just Marie Raynouard
- Jean-Baptiste Dubouchet

## Chambre des représentants (Cent-Jours)
- Joseph César Tripoul
- Joseph-François Hernandez
- François Just Marie Raynouard
- Jean Antoine Joseph Fauchet
- Jean-Baptiste Senès
- Antoine-Honoré Ricord

## Chambre des députés des départements (2eRestauration)

### Irelégislature(1815–1816)
- Pierre-Marc de Fabry
- Jean Antoine de Paul de Châteaudouble
- Jacques Aurran-Pierrefeu
- Joseph Jérôme Siméon

### IIelégislature(1816-1823)
- Édouard Honoré de Lyle de Taulanne
- Jean Antoine de Paul de Châteaudouble
- François-Henry de Gasquet
- Guillaume Antoine Baron
- Louis Partouneaux
- Jacques Aurran-Pierrefeu
- Jean-Joseph Geoffroy d'Antrechaux
- Joseph Jérôme Siméon
- Pierre-Marc de Fabry

### IIIelégislature(1824-1827)
- Édouard Honoré de Lyle de Taulanne
- Pierre-Marc de Fabry
- Jean Antoine de Paul de Châteaudouble
- Guillaume Antoine Baron
- Louis Partouneaux
- Alexandre Aguillon

### IVelégislature(1828-1830)
- Édouard Honoré de Lyle de Taulanne
- Jean Antoine de Paul de Châteaudouble
- Guillaume Antoine Baron
- Louis Partouneaux
- Alexandre Aguillon

### Velégislature(23 juin 1830-28 juillet 1830)
- Alban de Villeneuve-Bargemon
- Édouard Honoré de Lyle de Taulanne
- Jean Antoine de Paul de Châteaudouble
- Guillaume Antoine Baron
- Jacques Aurran-Pierrefeu

## Chambre des députés (Monarchie de Juillet)

### IreLégislature(1830-1831)
- Alban de Villeneuve-Bargemon
- Joseph Victor Aubernon
- Jean Antoine de Paul de Châteaudouble
- Guillaume Antoine Baron
- Jacques Aurran-Pierrefeu

### IIeLégislature(1831-1834)
- Auguste Portalis
- Henri-Emmanuel Poulle
- Joseph Bernard (homme politique)
- Louis Rimbaud
- Claude-Marie Courmes

### IIIeLégislature(1834-1837)
- Frédéric Portalis
- Antoine Sémerie
- Henri-Emmanuel Poulle
- Alexandre Pataille
- Claude du Campe de Rosamel

### IVeLégislature(1837-1839)
- Alphonse Denis
- Jacques-Joseph Pascalis
- Henri-Emmanuel Poulle
- Joseph Pierre Henri Boulay
- Claude du Campe de Rosamel

### VeLégislature(1839-1842)
- Alphonse Denis
- Victor Clappier
- Jacques-Joseph Pascalis
- Henri-Emmanuel Poulle
- Joseph Pierre Henri Boulay

### VIeLégislature(1842-1846)
- Alphonse Denis
- Victor Clappier
- Jacques-Joseph Pascalis
- Henri-Emmanuel Poulle
- Joseph Pierre Henri Boulay

### VIIeLégislature(17/08/1846-24/02/1848)
- Joseph Ernest Portalis
- Victor Clappier
- Fortuné Maure
- Jacques-Joseph Pascalis
- Henri-Emmanuel Poulle

## IIeRépublique
Élections au suffrage universel masculin à partir de 1848

### Assemblée nationale constituante (1848-1849)
- Marius André (homme politique)
- Marcelin Maurel
- Lucien Guigues
- Louis Edmond Baume
- Jules Thomas Philibert
- Jean Joseph Arnaud
- Augustin Alleman
- François Arène
- Joseph Grégoire Casy

### Assemblée nationale législative (1849-1851)
- Fulcrand Suchet déchu en 1849, remplacé par Honoré Clavier
- Ledru-Rollin déchu en 1849, remplacé par Henri Siméon
- Dominique Conte
- Jean Joseph Arnaud
- Fortuné Maure
- François Arène
- Jean-Baptiste de Villeneuve-Bargemon

## Second Empire

### Irelégislature(1852-1857)
- Jules Joseph Portalis
- Aimé Lescoat de Kervéguen
- Antoine Partouneaux décédé en 1855, remplacé par Jules Lescuyer d'Attainville

### IIelégislature(1857-1863)
- Jules Joseph Portalis
- Aimé Lescoat de Kervéguen
- Jules Lescuyer d'Attainville

### IIIelégislature(1863-1869)
- Aimé Lescoat de Kervéguen décédé en 1868, remplacé par Pons Peyruc
- Jules Lescuyer d'Attainville

### IVelégislature(1869-1870)
- Émile Ollivier (homme politique)
- Pons Peyruc

## IIIeRépublique

### Assemblée nationale(1871-1876)
- Clément Laurier, Extrême-gauche
- Amaury Dréo, Union républicaine
- Augustin Daumas, Extrême-gauche
- Léon Gambetta, Union républicaine, démissionne (élu dans la Seine), remplacé par Paul Cotte, Union républicaine, élu le 7 janvier 1872
- Charles Brun, Gauche républicaine
- Joannis Ferrouillat, Union républicaine

### Irelégislature(1876-1877)
- Vincent Allègre
- Amaury Dréo
- Augustin Daumas
- Paul Cotte

### IIelégislature(1877-1881)
- Vincent Allègre
- Amaury Dréo
- Augustin Daumas
- Paul Cotte

### IIIelégislature(1881-1885)
- Amaury Dréo décédé en 1882, remplacé par Marius Poulet
- Auguste Maurel
- Jules Roche
- Augustin Daumas

### IVelégislature(1885-1889)
- Georges Clemenceau
- Auguste Maurel démissionne en 1888, remplacé par Gustave Paul Cluseret
- Camille Raspail
- Augustin Daumas

### Velégislature(1889-1893)
- Brignoles : Charles Rousse, Radical
- Draguignan : Georges Clemenceau, Radical
- Toulon-1 : Camille Raspail, Radical
- Toulon-2 : Gustave Paul Cluseret, Socialiste indépendant, nationaliste

Source : journal Le Temps du 24 septembre et du 8 octobre 1889 sur Gallica,.

### VIelégislature(1893-1898)
- Toulon-1 : Jean-Baptiste Abel, Républicain
- Brignoles : Charles Rousse, Radical socialiste
- Draguignan : Joseph-Auguste Jourdan, Républicain
- Toulon-2 : Gustave Paul Cluseret, Socialiste révolutionnaire

Source : journal Le Temps du 22 août et du 5 septembre 1893 sur Gallica,.

### VIIelégislature(1898-1902)
- Draguignan : Maurice Allard, Socialiste
- Brignoles : Charles Rousse, Radical socialiste
- Toulon-1 : Prosper Ferrero, Socialiste
- Toulon-2 : Gustave Paul Cluseret, Socialiste indépendant, décédé en 1900, remplacé par Louis Martin, Républicain radical

Source : journal Le Temps du 10 mai et du 24 mai 1898 sur Gallica,.

### VIIIelégislature(1902-1906)
- Brignoles : Octave Vigne, Socialiste
- Draguignan : Maurice Allard, Socialiste
- Toulon-1 : Prosper Ferrero, Socialiste
- Toulon-2 : Louis Martin, Radical socialiste

Source : journal Le Temps du 29 avril et du 13 mai 1902 sur Gallica,.

### IXelégislature(1906-1910)
- Toulon-2 : Louis Martin, Radical socialiste, élu sénateur en 1909, remplacé par Henri Pétin, Radical socialiste, élu le 14 mars 1909
- Brignoles : Octave Vigne, socialistes unifiés
- Draguignan : Maurice Allard, socialistes unifiés
- Toulon-1 : Prosper Ferrero, socialistes unifiés

Sources : Journal Le Temps du 6 et du 22 mai 1906 sur Gallica - ,.

### Xelégislature(1910-1914)
- Draguignan : Gustave Fourment, Socialistes unifiés
- Brignoles : Octave Vigne, Socialistes unifiés
- Toulon-2 : François Coreil, Républicain socialiste
- Toulon-1 : Jean-Baptiste Abel, Gauche radicale

Sources : Journal Le Temps du 24 avril et du 8 mai 1910 sur Gallica - ,.

### XIelégislature(1914-1919)
- Toulon-3 : Pierre Renaudel, SFIO
- Draguignan : Gustave Fourment, SFIO
- Brignoles : Octave Vigne, SFIO
- Toulon-1 : Jean-Baptiste Abel, Gauche radicale
- Toulon-2 : Auguste Berthon, SFIO

Sources : Journal Le Temps du 28 avril et du 12 mai 1914 sur Gallica - ,.

### XIIelégislature(1919-1924)
Les élections législatives de 1919 furent organisées au scrutin proportionnel de liste. Elles marquèrent au niveau national la victoire du "Bloc national" de centre-droit.
Liste du Bloc républicain varois
- Henri Aiguier, Gauche républicaine démocratique
- Raymond Gavoty, Gauche républicaine démocratique
- Paul Denise, Parti radical et radical-socialiste
- Jean-Baptiste Abel, Gauche républicaine démocratique, décédé le 30 septembre 1921, non remplacé
- Victor Reymonenq, Entente républicaine démocratique

Source : Barodet sur le site de l'Assemblée Nationale - https://bibnum.sciencespo.fr/s/catalogue/ark:/46513/sc16m2kz#?c=&m=&s=&cv=

### XIIIelégislature(1924-1928)
Les élections législatives de 1924 furent organisées au scrutin proportionnel de liste. Elles marquèrent au niveau national national la victoire du "Cartel des gauches".
Liste Rouge (Parti socialiste SFIO et Cercles rouges)
- Auguste Reynaud, SFI0
- Victor Brémond, Républicain socialiste et socialiste français
- Hubert Carmagnolle, SFIO
- Pierre Renaudel, SFIO

Source : Barodet sur le site de l'Assemblée Nationale - https://bibnum.sciencespo.fr/s/catalogue/ark:/46513/sc16m1m0#?c=&m=&s=&cv=

### XIVelégislature(1928-1932)
Les élections législatives furent au scrutin d'arrondissement majoritaire à deux tours de 1928 à 1936.
- Draguignan : Auguste Reynaud, SFIO
- Brignoles : Hubert Carmagnolle, SFIO
- Toulon-1 : Marius Escartefigue, Indépendant
- Toulon-2 : Pierre Renaudel, SFIO
- Toulon-3 : Léon Chommeton, SFIO

Source : Élections législatives 22-29 avril 1928 de Georges Lachapelle - https://gallica.bnf.fr/ark:/12148/bpt6k320439r.texteImage#

### XVelégislature(1932-1936)
- Toulon-2 : Pierre Renaudel, Parti socialiste de France, décédé le 1er avril 1935, remplacé par Jean Bartolini, PC-SFIC, élu le 30 juin 1935.
- Draguignan : Auguste Reynaud, SFIO
- Toulon-1 : Victor Brémond, Parti républicain socialiste
- Brignoles : Hubert Carmagnolle, Parti socialiste de France
- Toulon-3 :Léon Chommeton, Parti socialiste de France

### XVIelégislature(1936-1940)
- Jean Bartolini
- Michel Zunino
- Charles Gaou
- Marius Escartefigue
- Joseph Collomp

## Gouvernement Provisoire de la République française

### Première assemblée constituante (1945-1946)
Franck Arnal
Jean Bartolini
Jean Charlot
Jean Labrosse
Michel Zunino

### Deuxième assemblée constituante (1946)
Franck Arnal
Jean Bartolini
Jean Charlot
Jean Labrosse
Michel Zunino

## IVeRépublique

### Irelégislature(1946-1951)
- Franck Arnal
- Jean Bartolini
- Jean Charlot
- Jean Labrosse
- Michel Zunino

### IIelégislature(1951-1955)
- Franck Arnal
- Jean Bartolini
- Jean Charlot
- Louis Puy
- Michel Zunino

### IIIelégislature(1956-1958)
- Franck Arnal
- Jean Bartolini
- Jean Charlot
- Toussaint Merle
- Louis Puy

## VeRépublique

### Irelégislature (1958-1962)
| Circonscription     | Nom                            | Parti | Parti      | Suppléant      |
| ------------------- | ------------------------------ | ----- | ---------- | -------------- |
| 1re circonscription | Gabriel Escudier (1958-1962 †) |       | UNR (app.) | Angelin German |
| 1re circonscription | Angelin German                 |       | UNR        | —              |
| 2e circonscription  | René-Georges Laurin            |       | UNR        | Joseph Emeric  |
| 3e circonscription  | Henri Fabre                    |       | UNR        | Jean Chanard   |
| 4e circonscription  | Jean Vitel                     |       | UNR        | Gabriel Nicola |

### IIelégislature (1962-1967)
| Circonscription     | Nom                 | Parti | Parti   | Suppléant         |
| ------------------- | ------------------- | ----- | ------- | ----------------- |
| 1re circonscription | Pierre Gaudin       |       | SFIO    | Paul Émeric       |
| 2e circonscription  | René-Georges Laurin |       | UNR-UDT | Marius Bérenguier |
| 3e circonscription  | Lucien Bourgeois    |       | UNR-UDT | René Blanchard    |
| 4e circonscription  | Marcel Bayle        |       | UNR-UDT | Raymond Grisoni   |

### IIIelégislature (1967-1968)
| Circonscription     | Nom                           | Parti | Parti | Suppléant          |
| ------------------- | ----------------------------- | ----- | ----- | ------------------ |
| 1re circonscription | Pierre Gaudin                 |       | FGDS  | Paul Émeric        |
| 2e circonscription  | Julien Cazelles (1967-1968 †) |       | FGDS  | Ernest Barbier     |
| 2e circonscription  | Ernest Barbier                |       | FGDS  | —                  |
| 3e circonscription  | Pierre Pouyade                |       | UD-Ve | Jean-Pierre Séries |
| 4e circonscription  | Toussaint Merle               |       | PCF   | Danielle Colonna   |

### IVelégislature (1968-1973)
| Circonscription     | Nom            | Parti | Parti | Suppléant          |
| ------------------- | -------------- | ----- | ----- | ------------------ |
| 1re circonscription | Pierre Gaudin  |       | FGDS  | André Drevet       |
| 2e circonscription  | Mario Bénard   |       | UDR   | Jean Devos         |
| 3e circonscription  | Pierre Pouyade |       | UDR   | Jean-Pierre Séries |
| 4e circonscription  | Marcel Bayle   |       | UDR   | Edouard Vellutini  |

### Velégislature (1973-1978)
| Circonscription     | Nom                                              | Parti | Parti       | Suppléant        |
| ------------------- | ------------------------------------------------ | ----- | ----------- | ---------------- |
| 1re circonscription | Pierre Gaudin                                    |       | PS          | Alain Hautecœur  |
| 1re circonscription | Vacant à partir du 7 octobre 1977 (élu au Sénat) |       |             |                  |
| 2e circonscription  | Mario Bénard                                     |       | UDR         | Jean Devos       |
| 3e circonscription  | Aymeric Simon-Lorière (1973-1977 †)              |       | UDR         | Bernard Lafont   |
| 3e circonscription  | Bernard Lafont                                   |       | UDR puis NI | —                |
| 4e circonscription  | Philippe Giovannini                              |       | PCF         | Danielle Colonna |

### VIelégislature (1978-1981)
| Circonscription     | Nom              | Parti | Parti    | Suppléant       |
| ------------------- | ---------------- | ----- | -------- | --------------- |
| 1re circonscription | Alain Hautecœur  |       | PS       | Adrien Dozol    |
| 2e circonscription  | François Léotard |       | UDF (PR) | Angèle Sorba    |
| 3e circonscription  | Maurice Arreckx  |       | UDF (PR) | Henri Fabre     |
| 4e circonscription  | Arthur Paecht    |       | UDF (PR) | Louis Colombani |

### VIIelégislature (1981-1986)
| Circonscription     | Nom              | Parti | Parti    | Suppléant         |
| ------------------- | ---------------- | ----- | -------- | ----------------- |
| 1re circonscription | Alain Hautecœur  |       | PS       | Adrien Dozol      |
| 2e circonscription  | François Léotard |       | UDF (PR) | Joseph Sercia     |
| 3e circonscription  | Guy Durbec       |       | PS       | Jean-Paul Ferrier |
| 4e circonscription  | Christian Goux   |       | PS       | Odette Casanova   |

### VIIIelégislature (1986-1988)
Scrutin proportionnel plurinominal par département, pas de député par circonscription. Les sept députés élus dans le Var sont, par ordre alphabétique :
| Nom               | Parti | Parti    |
| ----------------- | ----- | -------- |
| Maurice Arreckx   |       | UDF (PR) |
| Jean-Michel Couve |       | RPR      |
| Christian Goux    |       | PS       |
| Maurice Janetti   |       | PS       |
| François Léotard  |       | UDF (PR) |
| Arthur Paecht     |       | UDF (PR) |
| Yann Piat         |       | FN       |

Quatre listes ont eu des élus en obtenant respectivement :
- Liste « François Léotard d'opposition nationale - Var 86 » (UDF) : 33,54 % des suffrages (3 élus)[15].
- Liste « Pour une majorité de progrès avec le président de la République » (PS) : 24,14 % des suffrages (2 élus)
- Liste « de Rassemblement national présentée par le Front national » (FN) : 17,12 % des suffrages (1 élu)
- Liste « RPR pour le renouveau présentée par Jacques Chirac » (RPR) : 11,94 % des suffrages (1 élu)

### IXelégislature (1988-1993)
| Circonscription     | Nom                                           | Parti | Parti                     | Suppléant         |
| ------------------- | --------------------------------------------- | ----- | ------------------------- | ----------------- |
| 1re circonscription | Daniel Colin                                  |       | UDF (PR)                  | Marcel Bayle      |
| 2e circonscription  | Louis Colombani                               |       | UDF (PR)                  | Philippe Goetz    |
| 3e circonscription  | Yann Piat                                     |       | DVD (ex-FN) puis UDF (PR) | Gérard Orts       |
| 4e circonscription  | Jean-Michel Couve                             |       | RPR                       | Max Piselli       |
| 5e circonscription  | François Léotard                              |       | UDF (PR)                  | Michel Hamaide    |
| 5e circonscription  | Vacant à partir du 3 juillet 1992 (démission) |       |                           |                   |
| 6e circonscription  | Hubert Falco                                  |       | UDF (PR)                  | Bruno Aycard      |
| 7e circonscription  | Arthur Paecht                                 |       | UDF (PR)                  | François Hérisson |

### Xelégislature (1993-1997)
| Circonscription     | Nom                                                              | Parti | Parti    | Suppléant           |
| ------------------- | ---------------------------------------------------------------- | ----- | -------- | ------------------- |
| 1re circonscription | Daniel Colin                                                     |       | UDF (PR) | Marcel Bayle        |
| 2e circonscription  | Louis Colombani                                                  |       | UDF (PR) | Philippe Goetz      |
| 3e circonscription  | Yann Piat (1993-1994 †)                                          |       | UDF (PR) | Philippe de Canson  |
| 3e circonscription  | Philippe de Canson                                               |       | RPR      | —                   |
| 4e circonscription  | Jean-Michel Couve                                                |       | RPR      | Olivier Audibert    |
| 5e circonscription  | François Léotard                                                 |       | UDF (PR) | Jean-Marie Bertrand |
| 5e circonscription  | Jean-Marie Bertrand (1993-1995, dém.)                            |       | RPR      | —                   |
| 5e circonscription  | Vacant du 21 juin 1995 au 18 septembre 1995 (élection partielle) |       |          |                     |
| 5e circonscription  | François Léotard                                                 |       | UDF (PR) | Georges Ginesta     |
| 6e circonscription  | Hubert Falco (1993-1995, élu au Sénat)                           |       | UDF (PR) | Bruno Aycard        |
| 6e circonscription  | Vacant du 24 septembre 1995 au 16 mars 1996 (élection partielle) |       |          |                     |
| 6e circonscription  | Maurice Janetti                                                  |       | PS       |                     |
| 7e circonscription  | Arthur Paecht                                                    |       | UDF (PR) | François Hérisson   |

### XIelégislature (1997-2002)
| Circonscription     | Nom                                                                 | Parti | Parti | Suppléant                     |
| ------------------- | ------------------------------------------------------------------- | ----- | ----- | ----------------------------- |
| 1re circonscription | Jean-Marie Le Chevallier (1997-1998, démis d'office)                |       | FN    | Didier Gestat de Garambé      |
| 1re circonscription | Vacant du 7 février 1998 au 2 mai 1998 (élection partielle)         |       |       |                               |
| 1re circonscription | Odette Casanova (1998, annulation)                                  |       | PS    |                               |
| 1re circonscription | Vacant du 30 juillet 1998 au 26 septembre 1998 (élection partielle) |       |       |                               |
| 1re circonscription | Odette Casanova                                                     |       | PS    | Lorenzo Matéos (PCF)          |
| 2e circonscription  | Robert Gaïa                                                         |       | PS    | Bruno Maranzana               |
| 3e circonscription  | Jean-Pierre Giran                                                   |       | RPR   | Édith Audibert (UDF)          |
| 4e circonscription  | Jean-Michel Couve                                                   |       | RPR   | Olivier Audibert-Troin (UDF)  |
| 5e circonscription  | François Léotard (1997-2001, dém.)                                  |       | UDF   | Georges Ginesta (RPR)         |
| 5e circonscription  | Vacant à partir du 28 décembre 2001                                 |       |       |                               |
| 6e circonscription  | Maurice Janetti (1997-1999 †)                                       |       | PS    | Guy Menut                     |
| 6e circonscription  | Guy Menut                                                           |       | PS    |                               |
| 7e circonscription  | Arthur Paecht                                                       |       | UDF   | Jean-Sébastien Vialatte (RPR) |

### XIIelégislature (2002-2007)
| Circonscription     | Nom                     | Parti | Parti | Suppléant           |
| ------------------- | ----------------------- | ----- | ----- | ------------------- |
| 1re circonscription | Geneviève Levy          |       | UMP   | Gaston Gachot       |
| 2e circonscription  | Philippe Vitel          |       | UMP   | Michel Cameli       |
| 3e circonscription  | Jean-Pierre Giran       |       | UMP   | Patricia Bertolotto |
| 4e circonscription  | Jean-Michel Couve       |       | UMP   | Max Piselli         |
| 5e circonscription  | Georges Ginesta         |       | UMP   | Luc Jousse          |
| 6e circonscription  | Josette Pons            |       | UMP   | Alain Bremond       |
| 7e circonscription  | Jean-Sébastien Vialatte |       | UMP   | Arthur Paecht       |

### XIIIelégislature (2007-2012)
| Circonscription     | Nom                     | Parti | Parti | Suppléant           |
| ------------------- | ----------------------- | ----- | ----- | ------------------- |
| 1re circonscription | Geneviève Levy          |       | UMP   | Émilien Léoni       |
| 2e circonscription  | Philippe Vitel          |       | UMP   | Michel Cameli       |
| 3e circonscription  | Jean-Pierre Giran       |       | UMP   | Patricia Bertolotto |
| 4e circonscription  | Jean-Michel Couve       |       | UMP   | Max Piselli         |
| 5e circonscription  | Georges Ginesta         |       | UMP   | Luc Jousse          |
| 6e circonscription  | Josette Pons            |       | UMP   | Alain Bremond       |
| 7e circonscription  | Jean-Sébastien Vialatte |       | UMP   | Arthur Paecht       |

### XIVelégislature (2012-2017)
| Circonscription     | Nom                     | Parti | Parti | Suppléant           |
| ------------------- | ----------------------- | ----- | ----- | ------------------- |
| 1re circonscription | Geneviève Levy          |       | UMP   | Émilien Léoni       |
| 2e circonscription  | Philippe Vitel          |       | UMP   | Sylvie Laporte      |
| 3e circonscription  | Jean-Pierre Giran       |       | UMP   | Jean-Louis Masson   |
| 4e circonscription  | Jean-Michel Couve       |       | UMP   | Annick Napoléon     |
| 5e circonscription  | Georges Ginesta         |       | UMP   | Pierre Boule        |
| 6e circonscription  | Josette Pons            |       | UMP   | Didier Bremond      |
| 7e circonscription  | Jean-Sébastien Vialatte |       | UMP   | Hélène Rigal        |
| 8e circonscription  | Olivier Audibert-Troin  |       | UMP   | Jean-Pierre Bottero |

### XVelégislature (2017-2022)
| Circonscription     | Nom                        | Parti | Parti | Suppléant         | Autres mandats                                                   |
| ------------------- | -------------------------- | ----- | ----- | ----------------- | ---------------------------------------------------------------- |
| 1re circonscription | Geneviève Levy             |       | LR    | Christophe Moreno | Adjointe au maire de Toulon                                      |
| 2e circonscription  | Cécile Muschotti           |       | LREM  | Guillaume Robaa   |                                                                  |
| 3e circonscription  | Jean-Louis Masson          |       | LR    | Édith Audibert    | Maire de La Garde Vice-président du conseil départemental du Var |
| 3e circonscription  | Édith Audibert             | —     | LR    |                   |                                                                  |
| 4e circonscription  | Sereine Mauborgne          |       | LREM  | Mikaël Vermes     |                                                                  |
| 5e circonscription  | Philippe Michel-Kleisbauer |       | MoDem | Catherine Blanc   |                                                                  |
| 6e circonscription  | Valérie Gomez-Bassac       |       | LREM  | Philippe Brel     |                                                                  |
| 7e circonscription  | Émilie Guerel              |       | LREM  | Philippe Moginot  |                                                                  |
| 8e circonscription  | Fabien Matras              |       | LREM  | Guillaume Jublot  | Maire de Flayosc                                                 |

### XVIelégislature (2022-2024)
| Circonscription     | Nom                 | Parti | Parti | Suppléant                  | Autres mandats                                      |
| ------------------- | ------------------- | ----- | ----- | -------------------------- | --------------------------------------------------- |
| 1re circonscription | Yannick Chenevard   |       | LREM  | Geneviève Levy             | Conseiller municipal de Toulon                      |
| 2e circonscription  | Laure Lavalette     |       | RN    | Régis Chevrot              | Conseillère régionale de Provence-Alpes-Côte d'Azur |
| 3e circonscription  | Stéphane Rambaud    |       | RN    | Jean-Michel Eynard-Tomatis |                                                     |
| 4e circonscription  | Philippe Lottiaux   |       | RN    | Coline Houssays            |                                                     |
| 5e circonscription  | Julie Lechanteux    |       | RN    | Fabrice Curti              |                                                     |
| 6e circonscription  | Frank Giletti       |       | RN    | Julien Chevet              |                                                     |
| 7e circonscription  | Frédéric Boccaletti |       | RN    | Isabelle Delyon            | Conseiller régional de Provence-Alpes-Côte d'Azur   |
| 8e circonscription  | Philippe Schreck    |       | RN    | Éric Pelerin               | Conseiller municipal de Draguignan                  |

### XVIIelégislature (depuis 2024)
| Circonscription     | Nom                 | Parti | Parti | Suppléant                  | Autres mandats                                      |
| ------------------- | ------------------- | ----- | ----- | -------------------------- | --------------------------------------------------- |
| 1re circonscription | Yannick Chenevard   |       | RE    | Geneviève Levy             | Conseiller municipal de Toulon                      |
| 2e circonscription  | Laure Lavalette     |       | RN    | Régis Chevrot              | Conseillère régionale de Provence-Alpes-Côte d'Azur |
| 3e circonscription  | Stéphane Rambaud    |       | RN    | Jean-Michel Eynard-Tomatis |                                                     |
| 4e circonscription  | Philippe Lottiaux   |       | RN    | Coline Houssays            |                                                     |
| 5e circonscription  | Julie Lechanteux    |       | RN    | Fabrice Curti              |                                                     |
| 6e circonscription  | Frank Giletti       |       | RN    | Julien Chevet              |                                                     |
| 7e circonscription  | Frédéric Boccaletti |       | RN    | Isabelle Delyon            | Conseiller régional de Provence-Alpes-Côte d'Azur   |
| 8e circonscription  | Philippe Schreck    |       | RN    | Éric Pelerin               | Conseiller municipal de Draguignan                  |